# Władimir Kuzniecow (lekkoatleta)
Władimir Dmitrijewicz Kuzniecow (ros. Владимир Дмитриевич Кузнецов, ur. 2 kwietnia 1931 w Leningradzie, zm. 29 sierpnia 1986 w Moskwie) – rosyjski lekkoatleta specjalizujący się w rzucie oszczepem, który reprezentował Związek Radziecki.

## Kariera sportowa
Trzykrotny uczestnik igrzysk olimpijskich – Helsinki 1952 (6. miejsce), Melbourne 1956 (12. miejsce) oraz Tokio 1964 (8. miejsce). W roku 1954 wywalczył w szwajcarskim Bernie wicemistrzostwo Europy. Cztery lata później, podczas kolejnych mistrzostw Europy był szósty. W 1954 roku zajął drugie miejsce w memoriale Janusza Kusocińskiego. Reprezentant ZSRR w meczach międzypaństwowych – także przeciwko Polsce. Rekord życiowy: 85,64 (23 września 1962, Baku).